# 喀热克其克乡
喀热克其克乡，是中华人民共和国新疆维吾尔自治区克孜勒苏柯尔克孜自治州阿克陶县下辖的一个乡镇级行政单位。
該鎮面積為108平方公里，人口為5728（截至2015年）。 它轄下有4個行政村。 而它位於博斯坦村（Bostan Village）。

## 行政区划
喀热克其克乡下辖以下地区：
托普勒利克村、比纳木村、博斯坦村和阔什都维村。